# ルース＝アーロン・ペア
ルース＝アーロン・ペア（英: Ruth–Aaron pair）とは、2 つの連続した自然数のそれぞれの素因数の和が、互いに等しくなる組のことである。該当する組の数が非常に少なく、20000 以下では 26 組しか存在しない。

## 名前の由来
アメリカ合衆国で活躍した野球選手のベーブ・ルースが1935年に達成した通算本塁打記録714本（当時歴代1位）を、同国の野球選手のハンク・アーロンが1974年に通算715本目の本塁打を放ち、その記録を破った。この時の記録 (714, 715) が上記の性質になることから、カール・ポメランスによって名付けられた。

## 計算
由来である (714, 715) で「ルース＝アーロン・ペア」の性質を確認する。
- 714 = 2 × 3 × 7 × 17
- 715 = 5 × 11 × 13
  - 2 + 3 + 7 + 17 = 5 + 11 + 13 = 29

となる。また、条件とはなっていないが、
- 714 × 715 = 17# = 2 × 3 × 5 × 7 × 11 × 13 × 17 = 510510 となる（p# は 2 から p までの素数の総乗で、素数階乗と呼ばれる）。

このような性質も併せ持つルース＝アーロン・ペアはさらに少なく、20000 以下ではわずか 2 組である（(5, 6) と (714, 715) の 2 組）。

## ルース＝アーロン・ペアの例
ルース＝アーロン・ペアを小さい順に列記すると
(5, 6), (8, 9), (15, 16), (77, 78), (125, 126), (714, 715), (948, 949), (1330, 1331), (1520, 1521), (1862, 1863), (2491, 2492), (3248, 3249), (4185, 4186), (4191, 4192), (5405, 5406), (5560, 5561), (5959, 5960), (6867, 6868), (8280, 8281), (8463, 8464), (10647, 10648), (12351, 12352), (14587, 14588), (16932, 16933), (17080, 17081), (18490, 18491), …（オンライン整数列大辞典の数列 A039752）
小さい方の数は オンライン整数列大辞典の数列 A039752 を参照。
ルース＝アーロン・ペアは、素因数分解したときの重複する素因数によって以下の定義ができる。

### 第一定義のルース＝アーロン・ペア
24 = 23×3 の素因数の和を 2 + 3 のように定義したルース＝アーロン・ペアを小さい順に列記すると
(5, 6), (24, 25), (49, 50), (77, 78), (104, 105), (153, 154), (369, 370), (492, 493), (714, 715), …
小さい方の数は オンライン整数列大辞典の数列 A006145 を参照。

### 第二定義のルース＝アーロン・ペア
8 = 23 の素因数の和を 2 + 2 + 2 のように定義したルース＝アーロン・ペアを小さい順に列記すると
(5, 6), (8, 9), (15, 16), (77, 78), (125, 126), (714, 715), (948, 949), …
小さい方の数は オンライン整数列大辞典の数列 A039752 を参照。

### 共通するルース＝アーロン・ペア
第一定義と第二定義で共通するルース＝アーロン・ペアを小さい順に列記すると
(5, 6), (77, 78), (714, 715), (5405, 5406), (26642, 26643), …
小さい方の数は オンライン整数列大辞典の数列 A039753 を参照。

## ルース＝アーロン・トリプレット
ルース＝アーロン・ペアと同様に 3 つ組の数によってルース＝アーロン・トリプレット（英: Ruth–Aaron triplet）も定義される。そのうち最小の組は (417162, 417163, 417164) であり、
- 417162 = 2 × 3 × 251 × 277
- 417163 = 17 × 53 × 463
- 417164 = 2 × 2 × 11 × 19 × 499
  - 2 + 3 + 251 + 277 = 17 + 53 + 463 = 2 + 2 + 11 + 19 + 499 = 533

となり、素因数の和は全て等しい。

## 未解決問題
ルース＝アーロン・ペア及びルース＝アーロン・トリプレットが無数に存在するかどうかは分かっていない。発見者の知人は、無数に存在すると予想している。
x 以下のルース＝アーロン・ペアの個数は
O(x (log log x)4/(log x)2)
であることが知られている。特に、ルース＝アーロン・ペアが無数に多く存在するとしても、その逆数の和は収束することがカール・ポメランスにより証明されている。